# Znojmo (huyện)
Huyện Znojmo (tiếng Séc: Okres Znojmo) là một huyện (okres) nằm trong vùng Nam Moravia của Cộng hòa Séc. Huyện Znojmo có diện tích 1637 km2, dân số năm 2002 là 114061 người. Thủ phủ huyện đóng ở Znojmo. Huyện này có 148 khu tự quản.

## Các khu tự quản
Huyện Znojmo có 148 khu tự quản sau: